# 東雲町 (名古屋市)
東雲町（しののめちょう）は、愛知県名古屋市中区の地名であった。1977年（昭和52年）、伊勢山一丁目・同二丁目・金山一丁目の各一部に編入され、消滅した。

## 地理
東から南は古沢町、北から西は伊勢山町、西は東古渡町に接していた。

### 学区
- 高等学校 - 尾張学区
- 中学校 - 名古屋市立伊勢山中学校
- 小学校 - 名古屋市立平和小学校[3][4]

### 人口
国勢調査による人口の推移
| 1950年（昭和25年） | 261人 |  |
| 1955年（昭和30年） | 361人 |  |
| 1960年（昭和35年） | 396人 |  |
| 1965年（昭和40年） | 396人 |  |

## 歴史

### 地名の由来
東古渡の同名の字に由来する

### 沿革
- 1913年（大正2年）10月1日 - 中区伊勢山町および東古渡町字東雲・字中畑の各一部により、同区東雲町として成立[1]。
- 1977年（昭和52年）5月8日 - 住居表示の実施に伴い、中区伊勢山一丁目・同二丁目・金山一丁目の各一部に編入され、消滅[2]。